# Золотусский, Игорь Петрович
И́горь Петро́вич Золоту́сский (род. 28 ноября 1930, Москва) — советский и российский историк литературы, писатель, литературный критик, журналист. Исследователь жизни и творчества Николая Гоголя.
Член Союза писателей СССР (1963), Русского ПЕН-центра. Был сопредседателем (с октября 1991 по 1996) и первым секретарём (с февраля по апрель 1992) Союза российских писателей (членство в СРП приостановлено на неопределённый срок), членом редколлегии, затем (с 1993) общественного совета «Литературное обозрение», альманаха «Круг чтения». Президент Международной ассоциации творческой интеллигенции «Мир культуры», председатель гоголевского Фонда в Москве, почётный председатель Общества любителей российской словесности. Лауреат Премии Правительства РФ в области культуры (2010). Член жюри литературной премии «Ясная Поляна».

## Биография
Родился в 1930 году в Москве в семье военнослужащего Петра Ароновича Золотусского. Отец был репрессирован в 1937 году, мать в 1941 году. Воспитывался в детдоме, который, по воспоминаниям Золотусского, представлял собой лагерь без колючей проволоки, где единственным методом воспитания было насилие, а несогласие подавлялось. В 1949 году с серебряной медалью окончил «Первую мужскую школу имени В. И. Ленина» (в прошлом — Симбирская классическая гимназия; ныне — Гимназия № 1 имени В. И. Ленина) в Ульяновске.
Окончил филологический факультет Казанского университета (1954). Работал учителем в школе (1954—1956), корреспондентом газеты «Молодой дальневосточник» (Хабаровск, 1956—1958). корреспондентом Хабаровского радио (1958—63).
В 1961 году на Всероссийском семинаре молодых критиков Корней Чуковский высоко оценил его способности литературного критика. Переехав сначала во Владимир, а потом в Москву, Золотусский начал работать в «Литературной газете», в 60-е годы часто печатался в журнале «Урал».
Корреспондент «Литературной газеты» (1967—1971), обозреватель журнала «Литературное обозрение» (1978—1990), редактор «ЛГ» по разделу русской литературы (1990—1994). В октябре 1990 года подписал «Римское обращение».

## Награды и премии
- Орден «За заслуги в культуре и искусстве» (19 октября 2022 года) — за большой вклад в развитие отечественной культуры и искусства, многолетнюю плодотворную деятельность[4]
- Орден Дружбы (24 ноября 2010 года) — за заслуги в развитии отечественной культуры и искусства, многолетнюю плодотворную деятельность[5]
- Орден «Знак Почёта» (1984)
- Почётная грамота Президиума Верховного Совета РСФСР (27 ноября 1980 года) — за активную литературную и общественную деятельность[6]
- Премия Правительства Российской Федерации в области культуры (2010)
- Премии журнала «Огонёк» (1979, 1983), «ЛГ» (1988)
- Премия Александра Солженицына (2005) — за масштабность художественно-критических исследований современной словесности и глубинное постижение гения и судьбы Гоголя; за верность, в независимом поиске, традициям и нравственному достоинству русской литературы[7]
- Литературная премия им. Н. В. Гоголя

## Публикации
Книги о русской литературе
- Физики, XX век / И. Золотусский // Литература и ты. Вып. 1. — М.: Молодая гвардия, 1966. — С. 128—141: ил.
- Фауст и физики: Книга о старом Фаусте и новых физиках — о человеке науки в искусстве. — Москва : Искусство, 1968. — 120 с.
- Тепло добра. — Москва : Советская Россия, 1970. — 238 с.
- Час выбора. — М.: Современник, 1976. — 320 с., 25 000 экз.
- Гоголь. (ЖЗЛ). — М.: Молодая гвардия, 1979, 1984, 1998, 2005 (выходила в Вильнюсе на литовском — 1982; в Софии на болгарском — 1982; в Братиславе на словацком — 1989).
- Монолог с вариациями. — М. : Советская Россия, 1980. — 413 с.
- Душа и дело жизни : Очерки о Гоголе. — М. : Правда, 1981. — 48 с.
- Очная ставка с памятью. — М. : Современник, 1983. — 288 с.
- По следам Гоголя : [Для ст. шк. возраста]. — М. : Детская литература, 1984. — 191 с. — (По дорогим местам)
  - По следам Гоголя : [Для ст. шк. возраста]. — [2-е изд.]. — М. : Детская литература, 1988. — 188 с. — (По дорогим местам). — ISBN 5-08-001129-7
- Трепет сердца : Избранные работы. — М. : Современник, 1986. — 540 с.
- Федор Абрамов : Личность. Книги. Судьба. — М. : Советская Россия, 1986. — 158 с.
- Гоголь. Лермонтов. Жуковский : Лит. очерки. — М. : Правда, 1986. — 47 с.
- Поэзия прозы: статьи о Гоголе. — М. : Советский писатель, 1987. — 238 с.
- В свете пожара: [О дореволюционной и советской русской литературе]. — М. : Современник, 1989. — 348 с. — ISBN 5-270-00347-3
- Исповедь Зоила: Ст., исслед., памфлеты. — М. : Советская Россия, 1989. — 507 с. — ISBN 5-268-00324-0
- Крушение абстракций. — М. : Современник, 1989. — 205 с. — (Диалог со временем). — ISBN 5-270-01067-4
- На лестнице у Раскольникова. Эссе последних лет. — М.: Фортуна Лимитед, 2000. — ISBN 5-85695-021-6.
- Смех Гоголя. — Москва : Моск. учеб., 2005. — 380 с. — ISBN 5-7853-0515-1
- От Грибоедова до Солженицына: Россия и интеллигенция. — М.: Молодая гвардия, 2006. — 346 с. — ISBN 5-235-02937-2.
- Гоголь в Диканьке. — М.: Алгоритм, 2007. — 237 с. — (Литература с географией). — ISBN 978-5-9265-0398-9.
- Прощай, двадцатый век! Русские писатели. Сокровенные встречи. — М: Алгоритм, 2008. — 286 с. — ISBN 978-5-9265-0341-5
- Нигилисты второй свежести : раздумья на исходе эпохи. — Иркутск : Сапронов, 2008 (Екатеринбург : Уральский рабочий). — 398 с. — ISBN 978-5-94535-106-6
- Интеллигенция. Смена вех. — Русский мир, 2008. — ISBN 978-5-89577-105-1.
- Смех Гоголя. — Иркутск: Издатель Сапронов, 2008. — ISBN 978-5-94535-092-2.
- Незримая ступень: беседы о литературе и религии в Государственном музее Л. Н. Толстого [на Пречистенке] : [для детей старшего школьного возраста]. — Москва : Московские учеб., 2010. — 172 с. — (Серия «Ступени»). — ISBN 978-5-7853-1327-9
- Сочинения: в 3 ч. — Москва : ОАО «Московские учебники», 2012. — 24 см. — (Жизнь замечательных москвичей). — ISBN 978-5-7853-1506-8
- Книги моей судьбы: (лекции в театральном музее в трёх тетрадях). — Москва : ГЦТМ им. А. А. Бахрушина, 2015. — 256 с. — (Бахрушинская серия / Бахрушинская серия / Министерство культуры Российской Федерации, Государственный Центральный театральный музей им. А. А. Бахрушина). — ISBN 978-5-906801-18-0 — 1000 экз.
- От Пушкина до Набокова : Боголюбовские лекции. — Москва : Библио ТВ : Библиотека искусств им. А. П. Боголюбова, 2020. — 295 с. — (#говоримокнигах). — ISBN 978-5-87531-128-4 — 1000 экз.
- Гоголь в Диканьке : путешествуем с великим писателем. — Москва : Родина, 2021. — 237 с. — (Культурный слой). — ISBN 978-5-00180-002-6 — 200 экз.

Проза
- Обитаемый остров / Библиотечка писателей Верхней Волги. [По Печоре] : Очерки. — Ярославль : Верхне-Волжское книжное издательство, 1965. — 96 с.
- Пока мы вместе : Повесть : [Для старшего детского возраста] / [Илл.: В. Юдин]. — Москва : Детская литература, 1971. — 144 с.
- Нас было трое: роман-документ. — Санкт-Петербург : Фонд «200 лет Николаю Гоголю», 2011. — 159 с. — ISBN 978-5-9902551-1-1

## Работы на телевидении
- Вечера в доме Гоголя (1992—1996)
- Нравственные проповеди (1996)
- Петербургские сюжеты (1998)
- Двух гениев полёт (2001)
- Оправдание Гоголя (2009)
- Николай Карамзин. Несть лести в языце моем (2011)
- Русский мир Ивана Тургенева (2018)